# Hinos homéricos

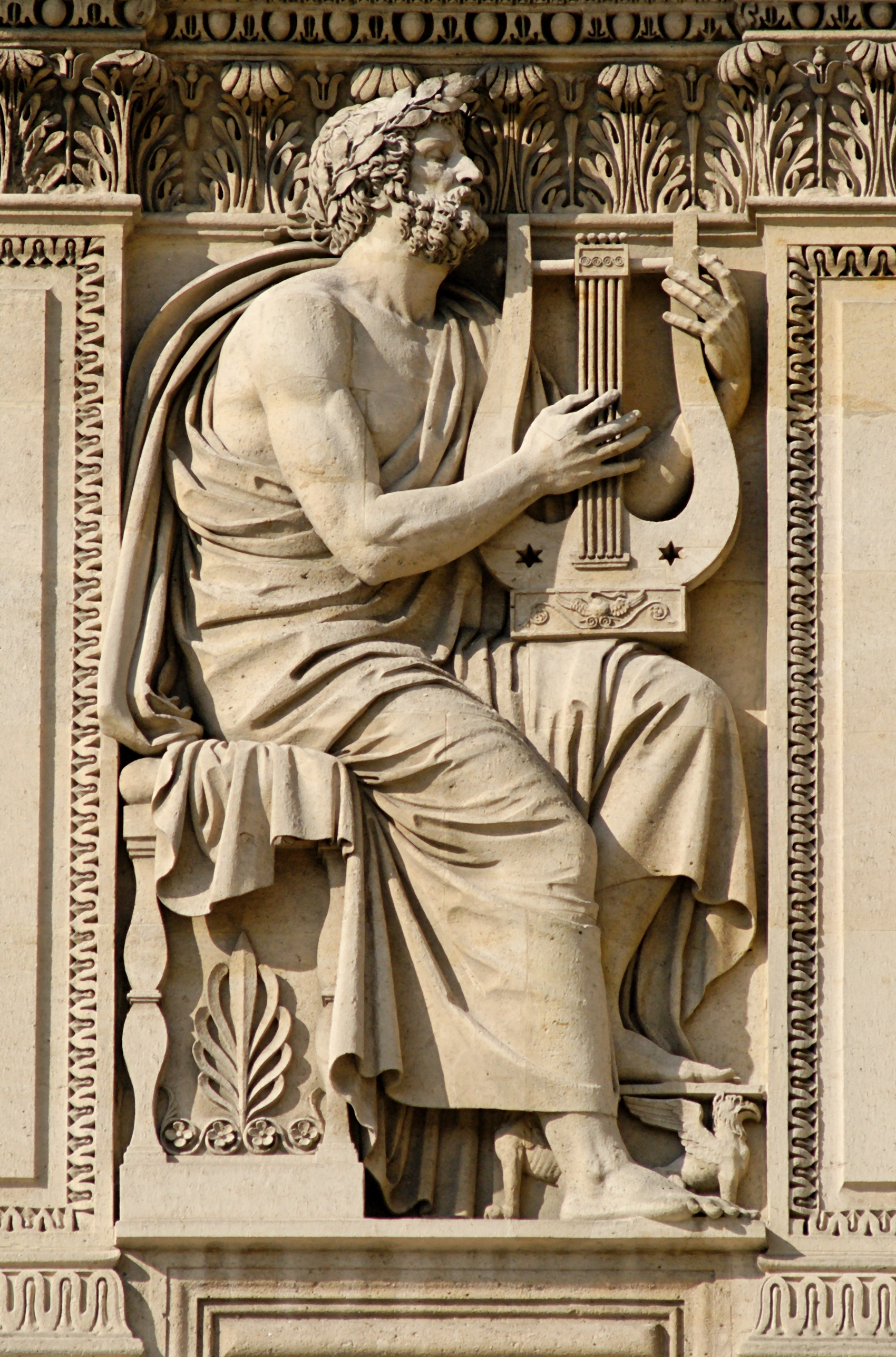
Homero, por Antoine-Denis Chaudet (1806): o poeta grego Homero é frequentemente apontado como o autor dos hinos.

Os Hinos homéricos (Ὁμηρικοὶ Ὕμνοι), de autoria anônima – que celebram várias divindades da mitologia grega – são uma coleção de 33 hinos em língua grega, atribuídos a Homero, e de estrutura hexâmetra.
Pela heterogeneidade, contudo, os estudiosos admitem que os poemas foram escritos por diversos autores antigos de diferentes épocas e, mais amplamente, de regiões distintas entre si.
Os antigos rapsodos, que declamavam versos que não eram de sua própria autoria em festas e concursos, recitavam frequentemente os hinos homéricos – e também outras epopéias de Homero, que constituíam seu repertório principal – em ocasiões religiosas como meio de invocar deuses e celebrá-los, em desempenhos que lembravam atores, às vezes, com o uso de instrumentos como o bastão.

## Hinos
A relação de hinos abaixo encontra-se em ordem alfabética de acordo com a divindade homenageada. O número romano em parênteses indica a posição do hino em questão nos manuscritos:
| - Afrodite (V, VI, X) - Apolo (III, XXI) - Ares (VIII) - Ártemis (IX, XXVII) - Asclépio (XVI) - Atena (XI, XXVIII) - Deméter (II, XIII) - Dionísio (I, VII, XXVI) - Dióscuros (XVII, XXXIII) - Gaia (mitologia) (XXX) - Hefesto (XX) | - Hélio (XXXI) - Hera (XII) - Héracles (XV) - Hermes (IV, XVIII) - Héstia (XIV, XXIX) - Musas e Apolo (XXV) - Pã (XIX) - Posidão (XII) - Reia-Cibele (XIV) - Selene (XXXII) - Zeus (XXIII) |

## Estrutura
Na edição de 1936 de Humbert, existem 33 hinos, de extensão e qualidade desiguais, e que ocupam 190 páginas. Os hinos mais extensos são os de homenagem a Deméter (II), Apolo (III), Hermes (IV) e  Afrodite (V). Os hinos a Deméter, Apolo e Afrodite datam do fim do século VII, enquanto que o Hino a Hermes é do início do século VI, sendo os primeiros, portanto, os mais antigos. Quanto aos hinos curtos, existem diversos, entre eles o Hino a Dionísio, a Ares, e o Hino a Pã.

## Manuscritos, edições e traduções
Os hinos homéricos chegam até a modernidade em diversos manuscritos, sendo que nenhum deles contém os hinos completos e os documentos se encontram em más condições.
As mais antigas edições são a do estudioso ateniense Demétrio Calcondilas de1488, e a da Aldina, de 1504. As principais edições modernas são as de Baumeister (de 1860), Gemoll (de 1886) e Allen & Sikes (de 1904), e a mais recente é a de Humbert (o.c.).
A língua portuguesa conta com traduções de Malhadas, para o Hino a Deméter (1970), a de Malhadas e Moura Neves para o Hino a Apolo Délio (de 1976), e a de Machado Cabral para o Hino a Apolo Pítio (1998), e também a de Marquetti, para os Hinos a Afrodite (2001). A Universidade Estadual Paulista possui um projeto de tradução em desenvolvimento de todos os hinos, através do seu Departamento de Lingüística.

## Importância
Em geral, os hinos homéricos auxiliam os estudiosos modernos na compreensão da mitologia grega e suas criaturas, bem como possuem valores acerca do ser humano, de seu contato com a terra (Hino a Gaia), e com outros sentimentos (Hino a demais deuses), e também de suas relações com a arte (Hino a Hermes, Hino a Apolo) e com outras áreas da vida.